# Dorothy Podber
Dorothy Podber (* 15. September 1932 in The Bronx, New York City; † 9. Februar 2008 in Manhattan, New York City) war eine US-amerikanische Aktionskünstlerin. Sie erlangte Bekanntheit als jene Künstlerin, die 1964 als Besucherin von Andy Warhols Studio The Factory mit einem Schuss in vier gerade fertiggestellte Porträts Marilyn Monroes die Serie der Shot Marilyns schuf.

## Kindheit und Jugend
Dorothy Podbers Mutter versuchte wiederholt vergeblich, ihre Schwangerschaft abzubrechen. Bei einer Gelegenheit stürzte sie sich dazu mutwillig die Treppe einer U-Bahn-Station herunter. Dorothys Vater betrieb für den der Kosher Nostra zugerechneten Dutch Schultz, den „Bier-Baron der Bronx“, ein Speakeasy. Noch während Dorothys früher Kindheit erblindete Podber und musste seine kriminelle Karriere beenden. Er betrieb fortan einen Zeitungsstand.
In ihrer Schule, der Walton High School, einer Public School in der Bronx, war Dorothy als Störerin bekannt. 1949 organisierte sie wegen einer Änderung der Aufnahmebedingungen einen Schulstreik. Ihr weiteres Leben war von starkem Alkoholkonsum, Drogenmissbrauch und wiederholten Gesetzesverstößen geprägt. Einmal wurde sie verhaftet, weil sie eine illegale Abtreibungsvermittlung in ihrer Wohnung betrieben hatte. Vor Gericht bekannte sie sich schuldig, aber erklärte sich zur Buddhistin. Sie wurde zu einer Haftstrafe verurteilt, die sie im New York Women’s House of Detention verbüßte. Nach ihrer Entlassung nahm sie eine Anstellung bei der jüdischen Organisation B’nai B’rith an, die sie nur so lange ausübte, bis es ihr gelang, den Safe zu öffnen. Den Inhalt nutzte sie anschließend für Scheckfälschungen.

## New Yorker Kunstbetrieb
Ende der 1950er Jahre schloss sich Podber einer Gruppe zeitgenössischer Künstler an, zu denen Allen Ginsberg, LeRoi Jones, Jasper Johns, Gregory Corso und Billy Name gehörten. Eine weitere informelle Gruppe mit Podbers Beteiligung war die „Amphetamine Rapture Group“ (deutsch: „Amphetamin-Entrückungsgruppe“). Zu ihr gehörten Rotten Rita, der auch „The Mayor“ genannt wurde, und der Andy Warhol-„Superstar“ Brigid Berlin alias „The Duchess“. Zu jener Zeit stand bei Podber eine große Schüssel des (noch legalen) Methamphetamin auf dem Kaffeetisch.
In den 1950ern und 1960ern half Podber beim Betrieb der Nonagon Art Gallery, einer der zahlreichen Galerien im Bereich der 10th Street in Manhattan. Die Nonagon Art Gallery hatte seinerzeit eine gewisse Bedeutung in der New Yorker Kunstszene. So stellte die Galerie als erste die Arbeiten der jungen Yoko Ono aus und war 1959 der Schauplatz eines Jazzkonzerts von Charles Mingus, aus dessen Mitschnitten das Album Jazz Portraits – Mingus In Wonderland zusammengestellt wurde.
Podber organisierte auch existentialistische Happenings mit Ray Johnson. Dabei überredeten sie beispielsweise arglose Leute, sie in ihre Wohnungen einzuladen. Dort spielten sie Schallplatten zur Ausbildung von Sprachtherapeuten mit Sprechbeispielen stotternder Patienten ab, oder stellten die Duschszene aus Alfred Hitchcocks Psychothriller Psycho nach. Während einer „Tote-Tiere-Phase“ verschenkten sie Objekte wie eine Uhr ohne Zeiger, in der sich ein goldfarben bemaltes totes Tier befand, häufig eine Ratte. Johnson hielt Podber bewundernd für „eine Art von Terrorist“. Neben ihrer Tätigkeit als Aktionskünstlerin betrieb sie zum Schein eine Vermittlung für Reinigungskräfte, um an die Schlüssel für Arztpraxen und an deren Betäubungsmittelvorräte zu gelangen.

## Der Schuss auf Warhols Marilyn-Monroe-Porträts
Dorothy Podbers Schuss auf Andy Warhols Porträts von Marilyn Monroe wird in einer Reihe im Detail unterschiedlicher Versionen dargestellt.
An einem Tag Ende 1964 betrat Podber The Factory in der New Yorker East 47th Street. Sie trug schwarze Lederkleidung und weiße Handschuhe und hatte ihre Deutsche Dogge dabei, die sie je nach Laune Carmen Miranda oder Ivan de Carlo nannte. Begleitet wurde sie von einigen Freunden. Im Studio angekommen fragte sie Warhol, ob sie mehrere hintereinander an der Wand stehende Gemälde Warhols mit einem Porträt Marilyn Monroes „schießen“ dürfe (im Englischen ist „to shoot“ ebenfalls mehrdeutig für „mit einer Waffe schießen“ oder „ein Foto schießen“). Als Warhol ihr das erlaubte, zog sie langsam ihre Handschuhe aus, holte eine kleine Pistole aus ihrer Handtasche und richtete sie auf Warhol. Dann schwenkte sie herum und feuerte einen Schuss auf die Bilder ab.
Ultra Violet berichtete später, dass Podber die Waffe in ihre Tasche zurücksteckte, ihre Handschuhe wieder anzog, ihre Begleiter um sich versammelte und das Studio mit ihnen verließ. Der ganze Vorgang wurde von ihr als ein Happening gesehen. Die Kunstwelt rezipierte Podbers Aktion nicht als Vandalismus, sondern als eine Aufwertung der beschädigten Kunstwerke. Entsprechend werden die Shot Marilyns zu deutlich höheren Preisen als vergleichbare Arbeiten Warhols oder das unbeschädigt gebliebene fünfte Gemälde aus der Serie gehandelt.
Auch die Folgen der Tat für Podber werden unterschiedlich dargestellt. So sollen Andy Warhol selbst oder Billy Name im Auftrag Warhols Podber gebeten haben, so etwas nie wieder zu tun. In der weitergehenden und am häufigsten verbreiteten Version hat der entsetzte Warhol die Anweisung gegeben, Podber nie wieder in das Studio zu lassen. Mit ihrem weiteren künstlerischen Wirken konnte Podber nicht annähernd so viel Aufmerksamkeit wie mit dem Schuss in Warhols Studio gewinnen. Auch mit dem Schuss auf die Marilyn-Porträts konnte sie sich keinen anhaltenden Ruhm sichern. Da Warhol sich auf das Signieren und Umbenennen der Bilder beschränkte, anstatt die Polizei zu rufen, blieb Podber der Herostratenruhm verwehrt. Auch als Miturheberin wurde sie nicht mehr erwähnt.

## Privatleben
Podber war dreimal verheiratet und hatte eine Vielzahl weiterer Beziehungen. Mit einem ihrer Liebhaber, einem Banker, hatte sie nur auf dem mit Geldscheinen bedeckten Boden des Tresors seiner Bank Geschlechtsverkehr. Ihr erster Ehemann war ein Akademiker, dem sie vorübergehend in das ländliche Illinois folgte. Der zweite war ein Mexikaner, der nur an einer Greencard interessiert war und ihr für die Scheinehe 1.000 US-Dollar und einen Ozelot gab. Ihren dritten Ehemann heiratete sie Mitte der 1960er Jahre. Lester Schwartz war ein bisexueller Werftarbeiter, der während ihrer Ehe auch der Liebhaber von Judith Malina und Julian Beck war. Podber gab später an, dass sie beide an Männern und Frauen interessiert gewesen seien. Nach Schwartz’ Tod im Jahr 1986 drehte sich Podbers Leben fast nur noch um Alkohol- und Drogenmissbrauch.
Am Neujahrstag 2007 sagte Podber in einem Interview über sich selbst, dass sie ihr ganzes Leben lang schlecht gewesen sei. Menschen schmutzigen Tricks zu unterwerfen sei ihre Spezialität („I've been bad all my life. Playing dirty tricks on people is my specialty“).